# ВЭС Роско
ВЭС Роско (англ. Roscoe Wind Farm) — ветряная электростанция с общей установленной мощностью 781,5 МВт, принадлежащая подразделению возобновляемой энергетики E.ON и расположенная в Роско, штат Техас США. Ветроэлектростанция удалена на 320 км к западу от Форт-Уэрт и занимает площадь 400 км².
В 2011 году являлась крупнейшей в мире электростанцией этого типа.

## Общие сведения
Реализация проекта ВЭС Роско потребовала капиталовложений в размере 1 млрд USD и осуществлялась в четыре этапа с собственными наименованиями:
1. «Роско»: имел место в 2008 году и состоял в установке 209 генераторов производства Мицубиси, 1 МВт каждый;
2. «Чемпион»: 2008 год, установка 55 генераторов Сименс, мощностью 2,3 МВт;
3. «Пирон» (англ. Pyron): 2009 год, установка 166 генераторов Дженерал Электрик, каждый мощностью 1,5 МВт;
4. «Инадейл» (англ. Inadale) — 197 генераторов производства Мицубиси, мощностью 1 МВт.

По завершении этих четырех фаз строительства, общая мощность ВЭС Роско достигла 781,5 МВт. Годовое производство электричества для первой фазы «Роско» с 209 генераторами оценивалось в 522 млн  кВт⋅ч (КИУМ 28,5 %).
В процессе реализации проекта производились выплаты владельцам участков за использование их земли, что привело к значительному оживлению местной экономики.